# گراهام ویلیامز
گراهام ویلیامز (انگلیسی: Graham Williams؛ ‏ ۲۴ مهٔ ۱۹۴۵ – ۱۷ اوت ۱۹۹۰) فیلم‌نامه‌نویس و تهیه‌کننده تلویزیونی اهل بریتانیا بود.
از فیلم‌ها یا مجموعه‌های تلویزیونی که وی در آن‌ها نقش داشته‌است، می‌توان به هدف، داستان‌های باورنکردنی و دکتر هو اشاره نمود.